# Siegfried Vögele
Siegfried Vögele (* 2. November 1931; † 18. März 2014) war ein deutscher Pionier des Dialogmarketings und der Werbewirkungs-Forschung. Er entwickelte Ende der 1970er Jahre die Dialogmethode, um den schriftlichen Kundendialog zu optimieren und damit effektiver zu gestalten. Die Grundüberlegung besteht darin, Briefe, Broschüren, Kundenzeitschriften und Kataloge, aber auch Web-Auftritte nach dem Schema des mündlichen Verkaufsgesprächs aufzubauen. Um den Leseablauf zu erforschen, setzte er Augenkameras ein.

## Leben
1980 präsentierte Vögele seine Methode erstmals auf dem internationalen Direktmarketing-Symposium in Montreux, 1984 publizierte er sie erstmals ausführlich. 1987 gründete Vögele gemeinsam mit der BAW Bayerische Akademie der Werbung und Marketing in München das erste deutsche Fachstudium Direktmarketing. Ab 1983 lehrte er an der Universität München und seit 1990 auch an der Wirtschafts-Universität Wien. Der österreichische Bundespräsident Kurt Waldheim verlieh Vögele 1989 den Berufstitel Professor in Anerkennung seiner Arbeiten als Forscher, Lehrer und Autor auf dem Gebiet des Lese- und Reaktionsverhaltens der Mailing-Empfänger. 1994 verlieh ihm der Rektor der Ludwig-Maximilians-Universität München die Würde des „Ehrensenators“ für seine Verdienste in der Forschung und Lehre im Bereich des Direktmarketing.
Gemeinsam mit dem Lehrstuhl für Wirtschaftspsychologie der Universität München (Lutz von Rosenstiel) gründete Vögele 1990 das Deutsche Forschungszentrum für Direktmarketing an der Universität München, getragen von der Siegfried Vögele Stiftung im Stifterverband für die Deutsche Wissenschaft.
Seit Anfang 2002 werden die Seminare zur Vögele-Dialogmethode und die Weiterentwicklung der Dialogmethode sowie die Erforschung der Werbewirkung und Wahrnehmung mit der Augenkamera ausschließlich vom Siegfried Vögele Institut in Königstein im Taunus durchgeführt, einem Tochterunternehmen der Deutsche Post AG. Die Deutsche Post AG stellte im Rahmen der strategischen Portfolio-Planung im Bereich Dialogmarketing die Aktivitäten des Siegfried Vögele Instituts zum 31. August 2018 ein.

## Werke (Auswahl)
- 99 Erfolgsregeln für Direktmarketing. Der Praxis-Ratgeber für alle Branchen. 5. Auflage, Moderne Industrie, Frankfurt am Main 2003 (Erstausgabe: Landsberg, 1992), ISBN 3-478-25501-5.
- Die Dialogmethode. Das Verkaufsgespräch per Brief und Antwortkarte. 12. Auflage, Moderne Industrie, München 2002 (Erstausgabe: Landberg 1984), ISBN 3-478-21180-8.